# The Sims: Abrakadabra
The Sims Abrakadabra (ang. The Sims: Makin Magic) – dodatek do gry komputerowej The Sims. Został wydany przez Electronic Arts 28 października 2003 roku na platformy Windows i OS X.
Gra dodaje nowe elementy do The Sims. Jedną z głównych nowości jest rzucanie czarów. Przykładowo postać gracza może rzucić zaklęcie zamiany w żabę czy posprzątania pokoju czy ugotowania obiadu. Gra zawiera nową lokację Magiczne Miasto, w której postacie Simów mogą uczyć się m.in. lewitacji i hipnozy. Abrakadabra dodaje także elementy niezwiązane bezpośrednio z magią np. możliwość pieczenia chleba czy hodowania krzewów winorośli.